# Gérygone de Lord Howe
Gerygone insularis
Espèce
La Gérygone de Lord Howe (Gerygone insularis) est une espèce éteinte d'oiseaux de la famille des Acanthizidés, endémique de l'île Lord Howe en mer de Tasman (Australie). Cette espèce n'a pas été observée vivante depuis 1928.

## Extinction
On considère que l'extinction de Gerygone insularis est due à l'introduction d'un nouveau prédateur, le rat noir, lors du naufrage du SS Makambo (en) en 1918.

## Dénominations
Ce taxon porte en français le nom vernaculaire ou normalisé suivant : Gérygone de Lord Howe.

## Systématique
Le nom valide complet (avec auteur) de ce taxon est Gerygone insularis Ramsay, 1878,.

### Publication originale
- (en) E. P. Ramsay, « On two new species of Gerygone », Proceedings of the Linnean Society of New South Wales, Sydney, Inconnu et Société linnéenne de Nouvelle-Galles du Sud, vol. 3,‎ 1878, p. 116–118 (ISSN 0370-047X, OCLC 1755950, DOI 10.5962/BHL.PART.22221, lire en ligne).